# 瓦利韦尔迪
瓦利韦尔迪是巴西南大河州的一个市镇。总面积329.401平方公里，总人口3237人，人口密度9.8人/平方公里。